# 제국의회 (일본)
제국의회(帝國議會, 일본어: 帝国議会 데이코쿠기카이[*])는 1889년에 발포한 일본 제국 헌법에 따라 설치한 일본의 국회이다. 1890년 11월 29일에 제1회 국회가 열린 뒤, 1947년 3월 31일의 제92회 국회까지 존속하였다.

## 연혁
메이지 시대 초기의 자유민권운동이나 의회개설운동 등에 영향을 받아 1890년에 성립되었다. 초기 의회는 정부와 대립하는 관계였지만, 청일전쟁 이후 정부와 양원이 제휴하였다. 다이쇼 데모크라시로 말미암아 정부가 정당정치로 노선을 전환하면서 중의원의 영향력은 커졌지만, 군부 세력의 대두 등으로 의원내각제까지 발전하지는 못하였고, 1932년에 일어난 5·15 군부 쿠데타 미수로 입지가 좁아졌다.
1947년 3월 31일에 제92회 국회에서 중의원이 해산하고 귀족원은 정회되었다. 그리고 5월 3일에 일본국 헌법의 시행으로 제국의회를 대신해 국회가 설치되었다.

## 구성 및 권한
중의원과 귀족원의 양원제로, 귀족원은 황족·귀족·칙선 등의 의원으로 구성되었다. 다만 황족이 의회에 출석한 적은 없었다. 양원은 중의원이 예산안을 먼저 심의하는 권한을 제외하고는 대등한 권한을 가진다. 다만 일본국 헌법에 따른, 지금의 국회와 다른 점은 입법권이 천황의 권한에 속하며, (의결을 거치지 않고는 법률이 성립할 수 없는) 제국의회는 단지 천황의 협찬기구 정도밖에 되지 않았다는 차이가 있다.

## 같이 보기
- 근대 일본의 관제
- 일본 국회
- 의회